# James Topping
James Andrew Topping (Belfast, 18 dicembre 1974) è un ex rugbista a 15 e allenatore di rugby proveniente dall'Irlanda del Nord, tre quarti ala dell'Ulster e del Ballymena.

## Biografia
Proveniente dalle giovanili del Ballymena, nella cui prima squadra debuttò nel 1993, Topping rappresentò l'Irlanda a vari livelli: prima di quello maggiore, infatti, vinse la Triplice Corona con la Nazionale scolastica e, a seguire, quella Under-21 nei rispettivi Cinque Nazioni di categoria.
Fin dal 1994 nella rappresentativa provinciale dell'Ulster, esordì a novembre 1996 anche in Nazionale maggiore contro Samoa Occidentali.
Benché rappresentante in Heineken Cup l'Ulster fin dal debutto nella competizione avvenuto nel 1995, nell'unica annata vittoriosa della franchise, il 1998-99, Topping non fu presente in quanto lontano dai campi per circa un anno a causa di un'operazione alla spalla e la rottura di un polso; con Ulster si aggiudicò comunque la Celtic League nel 2006.
Nel 2004 entrò nel novero dei giocatori che avevano rappresentato Ulster almeno 100 volte in tutte le competizioni cui la provincia aveva preso parte.
Nel 2006 si ritirò dalle competizioni per dedicarsi ad altri interessi fuori dal rugby, anche se successivamente è rientrato nei ranghi dell'Ulster come responsabile allo sviluppo dei giovani rugbisti d'élite.

## Palmarès
- Celtic League: 1
Ulster: 2005-06
- Celtic Cup: 1
Ulster: 2003-04